# Momento angular da luz
O momento angular da luz é uma grandeza vetorial que expressa a quantidade de rotação dinâmica presente no campo eletromagnético da luz. Enquanto viaja aproximadamente em linha reta, um feixe de luz também pode ser rotativo (ou “girativo”, ou “torcido”) em torno do seu próprio eixo. Essa rotação, embora não seja visível a olho nu, pode ser revelada pela interação do feixe de luz com a matéria.

## Pesquisa
Em 2019, os cientistas transferiram e verificaram com sucesso a base do momento angular da informação quântica da luz do laser para um elétron preso em um ponto quântico. Este trabalho foi um passo para a efectivação de computadores quânticos interconectados.

## Troca de spin e momento angular orbital com matéria
Quando um feixe de luz que transporta momento angular diferente de zero colide com uma partícula absorvente, seu momento angular pode ser transferido para a partícula, configurando-a assim em movimento rotacional. Isso ocorre com a interação SAM e a OAM. O SAM dará origem a uma rotação da partícula em torno do seu próprio centro, isto é, a um giro de partículas. OAM, em vez disso, gerará uma revolução da partícula ao redor do eixo do feixe. Esses fenômenos são esquematicamente ilustrados na figura.

### Placa de Fase Espiral (SPP)

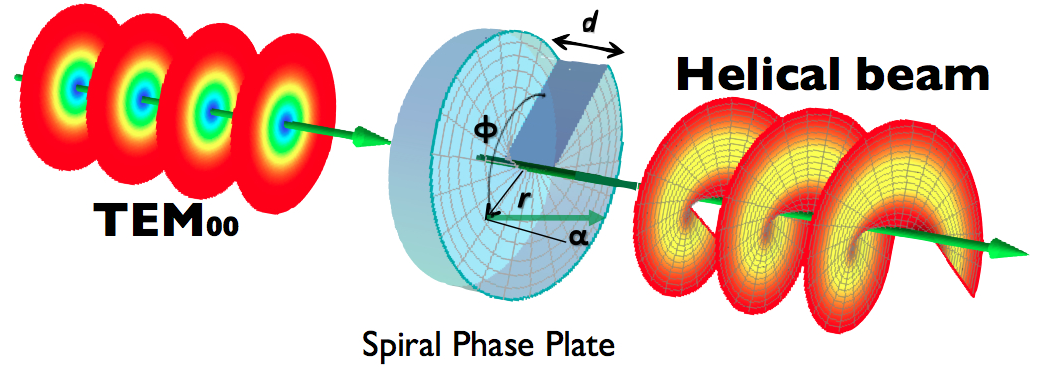
esquema de geração de momento angular orbital leve com placa de fase em espiral

No limite paraxial, o OAM de um feixe de luz pode ser trocado por um material que possui uma heterogeneidade espacial transversal. Por exemplo, um feixe de luz pode adquirir OAM cruzando uma placa de fase em espiral, com uma espessura não homogênea (ver figura).

### Holograma de Forquilha

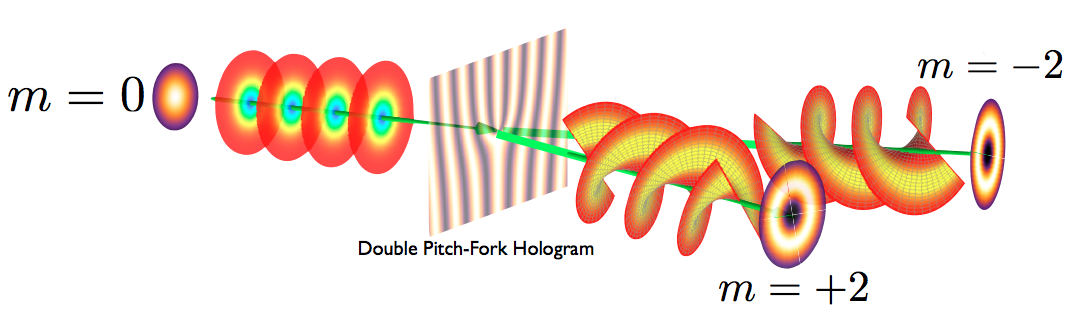
Esquema mostrando geração de momento angular orbital de luz em um feixe gaussiano

Uma abordagem mais conveniente para gerar OAM é baseada no uso de difração em um holograma tipo garfo ou forcado (ver figura). Hologramas também podem ser gerados dinamicamente sob o controle de um computador usando um modulador de luz espacial.

### Placa Q

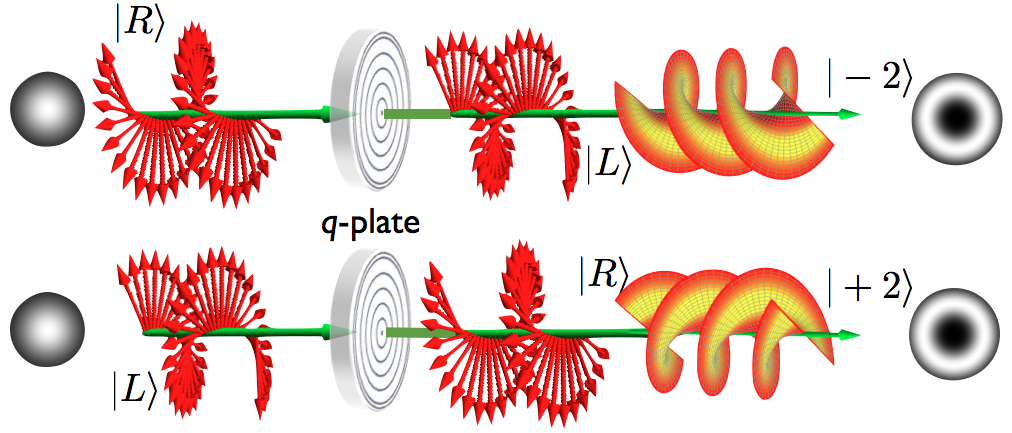
O efeito de placa-Q para polarizações circulares esquerda e direita

Outro método para gerar OAM é baseado no acoplamento SAM-OAM que pode ocorrer em um meio que é anisotrópico e não homogêneo. Em particular, a chamada placa-q é um dispositivo, atualmente realizado usando cristais líquidos, polímeros ou redes de sub-comprimento de onda, que podem gerar OAM através da exploração de uma mudança de sinal SAM. Neste caso, o sinal OAM é controlado pela polarização da entrada.

### Conversores de Modo Cilíndrico

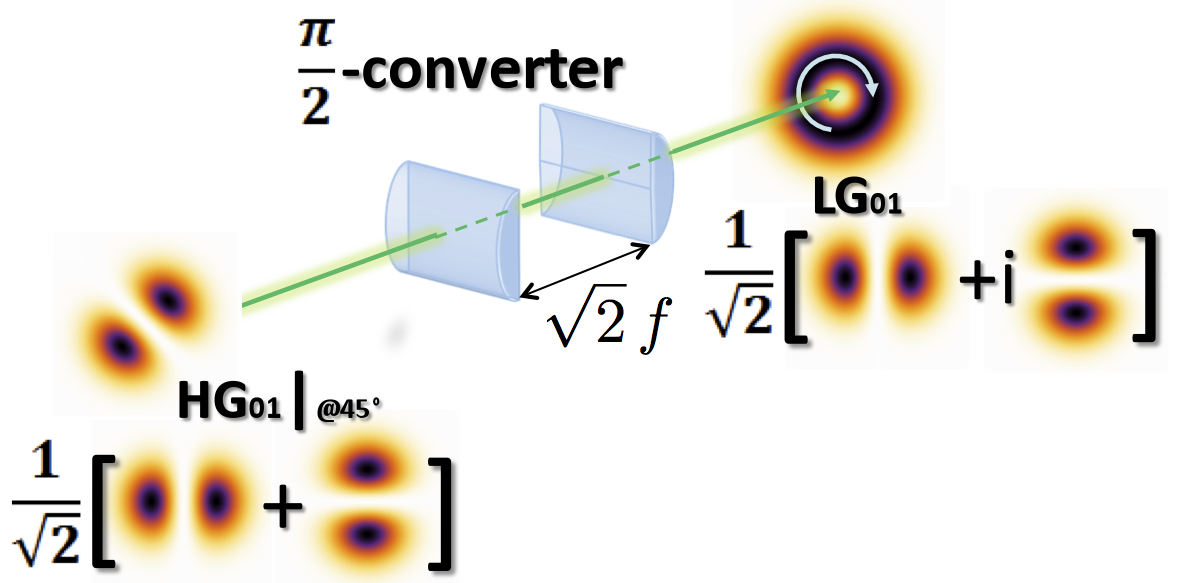
O conversor de modo pi / 2 cilíndrico transforma o modo HG em um modo LG adequado

OAM também pode ser gerado convertendo um feixe de Hermite-Gaussiano em um Laguerre-Gaussiano usando um sistema astigmático com duas lentes cilíndricas bem alinhadas colocadas a uma distância específica (veja figura) para introduzir uma fase relativa bem definida entre feixes hermite-gaussianas horizontais e verticais.